# Jasieniec (Jaszczerek)
Jasieniec – nieoficjalny przysiółek wsi Jaszczerek w Polsce, położony w województwie pomorskim, w powiecie starogardzkim, w gminie Osiek.
Miejscowość leży na wschodnim skraju w kompleksu leśnego Borów Tucholskich.
W latach 1975–1998 miejscowość położona była w województwie gdańskim.